# Leioproctus xanthosus
Leioproctus xanthosus is een vliesvleugelig insect uit de familie Colletidae. De wetenschappelijke naam van de soort is voor het eerst geldig gepubliceerd in 1993 door Maynard.